# 달바위항
달바위항은 인천광역시 옹진군 자월면 자월2리, 자월도 섬에 있는 어항이다. 2006년 8월 30일 어촌정주어항으로 지정되었다. 어항관리청은 옹진군수이다.

## 어항 구역
본 항의 어항구역은 다음과 같다.
- 달바위항 서쪽기점에서 남남동쪽 134m, 동북동쪽으로 239m, 북북서쪽으로 193m지점을 순착적으로 연결하는 선 내의 공유수면(31,829m2)

## 어항 시설
- 선착장 162m, 호안 158m

## 기본 계획
- 선착장 162m, 호안 158m[2]

## 정비 계획
- 선착장 신설 50m, 선착장 연장 16m, 선착장 정비[2]

## 주요 어종
- 광어, 우럭, 굴, 바지락, 전복